# Gare de Taverny
Gare de Taverny vasútállomás Franciaországban, Taverny településen.

## Vasútvonalak
Az állomást az alábbi vasútvonalak érintik:
- Ermont-Eaubonne-Valmondois-vasútvonal

## Kapcsolódó állomások
A vasútállomáshoz az alábbi állomások vannak a legközelebb:
- Gare de Bessancourt (Gare de Persan - Beaumont, Transilien H)
- Gare de Vaucelles (Paris Gare du Nord, Transilien H)